# Zwartkinvliegenvanger
De zwartkinvliegenvanger (Leucophantes brachyurus, synoniem Poecilodryas brachyura) is een zangvogel uit de familie Petroicidae (Australische vliegenvangers).

## Verspreiding en leefgebied
Deze soort is endemisch in Nieuw-Guinea en telt drie ondersoorten:
- L. b. brachyurus: westelijk Nieuw-Guinea.
- L. b. albotaeniatus: Japen en het westelijke deel van noordelijk-centraal Nieuw-Guinea.
- L. b. dumasi: het oostelijke deel van noordelijk-centraal Nieuw-Guinea.

## Status
De grootte van de populatie is niet gekwantificeerd maar de soort wordt omschreven als plaatselijk vrij algemeen. Op de Rode lijst van de IUCN heeft deze soort de status niet bedreigd.